# 明德尔施泰滕
明德尔施泰滕是德国巴伐利亚州的一个市镇。总面积22.69平方公里，总人口1659人，其中男性836人，女性823人（2011年12月31日），人口密度73人/平方公里。